# Névmagyarosítás
A névmagyarosítás, azaz az idegen vagy idegen hangzású családnevek magyarosítása a 19. és a 20. században Magyarországon elterjedt társadalmi és politikai jelenség volt. Méreteire jellemző, hogy 1835 és 1956 között mintegy 300 ezer családnév-változtatási kérelmet adtak be az illetékes hatóságokhoz. A családtagokkal együtt tehát legalább félmillió ember volt közvetlenül érintett ebben a társadalmi mozgásban. Időnként a névmagyarosítás körében említik a földrajzi nevek magyarosítását is.
A nevek változtatásának állami szabályozása a 19. század elején kezdődött; ekkoriban az ország mintegy 8 milliós lakosságának már csak 40%-a körül volt a magyar etnikai eredetű és magyar nevet viselő lakosok aránya. A névmagyarosítás először a reformkorban lendült fel az idegen (főleg német, szláv vagy zsidó) eredetű nevet viselő, magyar érzelmű személyek körében. Első igazi nagy hulláma 1848-49-ben alakult ki, – az ekkor bejegyzett névváltoztatásokat azonban a Bach-korszakban törölték – majd a kiegyezés után is hasonló fejleményekre került sor.
A millennium közeledtével erőre kapott a magyarság történelmi nagyságának, kultúrfölényének, hatalmi-területi terjeszkedése szükségességének képzete, és ezzel együtt a nem-magyar eredetű lakosság magyarosításának törekvése. Ennek részét alkotta a személynevek magyarosításának szorgalmazása is.
A magyarosítók jelentős része a zsidó származású magyarok köréből került ki, ezért az antiszemita érzelmek térnyerésével a névmagyarosítás vesztett népszerűségéből. A Tanácsköztársaság idején végrehajtott névváltoztatásokat az ellenforradalmi rendszer törölte.
1933 körül újra teret nyert a hivatalos, állami névmagyarosítási politika, elsősorban a közalkalmazottak körében és a honvédség tisztikarában, ugyanakkor a zsidók névváltoztatási törekvéseit fékezték, majd megtiltották.
A második világháború után került sor a politikai névmagyarosítás utolsó nagy hullámára, amikor a zsidó származásúak újra lehetőséget kaptak arra, hogy megszabaduljanak németes nevüktől, illetve a német eredetű családok sokasága is igyekezett magyarosítani főleg a kitelepítés elkerülése érdekében. A vezető kommunista káderek közül is sokan szükségesnek tartották politikai okokból a magyaros név felvételét.
Az 1950-es évektől a névmagyarosítás fokozatosan elvesztette politikai, ideológiai jelentőségét. A családi név megváltoztatása egyre inkább magánüggyé vált, amit az állam inkább regisztrált, mint szorgalmazott vagy éppen fékezett. A magyarosítás mellett előtérbe kerültek más névváltoztatási szempontok is, főleg a családi (egységesítés) és esztétikai jellegűek. Az egyszerűbb eljárás miatt a kérelmek száma magas szinten maradt, évi átlagban 1500–3000 körül mozgott a rendszerváltás utáni első években is.
A névmagyarosítás több évszázados folyamata hozzájárult a magyar nemzet egységesüléséhez, a magyar nép mai arculatának kialakulásához.

## Előzmények
Magyarországon a török kiűzését követően, a hatalmas elnéptelenedett területekre nagyarányú betelepítés, bevándorlás indult meg a környező és a távolabbi országokból is. Ennek eredményeképpen a magyar etnikum a 18. század végére az összes nem-magyar etnikumú – „allogén” – lakossal szemben kisebbségbe került és becslések szerint az ország nyolc milliós lakosságának már csak mintegy 40%-át tette ki, szemben a Hunyadiak korával, amikor a négy milliónyi lakos 80%-a magyar etnikumú lehetett. Ennek megfelelően a magyarországi személynévállomány is tovább töltődött idegen vagy idegen hangzású nevekkel.
Mind a négy szerző tanító s érdekes az, hogy a neve után ítélve egyik sem magyar, míg Palugyai József tősgyökeres régi magyar nemesi névnek örvend.
A családnév azonban ekkoriban sem volt feltétlen bizonyítéka az illető személy és család etnikai hovatartozásának. Idegen eredetű szavak is válhattak magyar családnevekké, és viszont, nem magyarok is kaphattak magyar környezetben magyar vezetékneveket. Ennek a középkorban alig tulajdonítottak jelentőséget: a rendi társadalomban az anyanyelv és az etnikum társadalmi fontossága háttérbe szorult a rendi státus, a vagyonosság, a törzsökösség (helyben lakás), a rokoni vagy szövetségesi hálózat ereje és a felekezeti hovatartozás mögött is.

## Az állami névszabályozás kezdetei

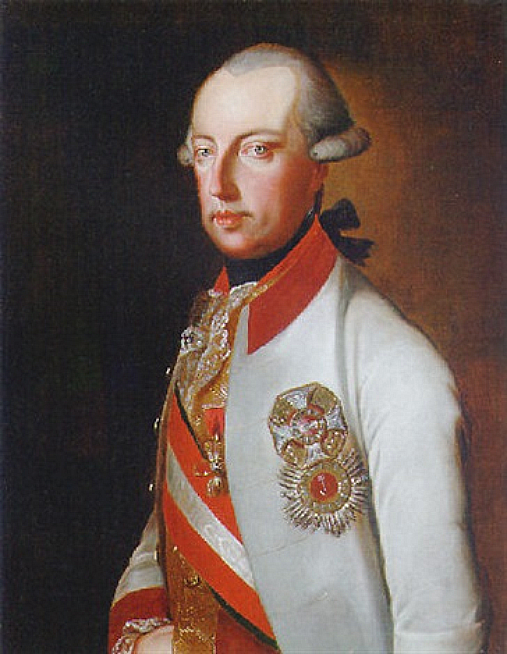
II. József, az állami névszabályozás kezdeményezője

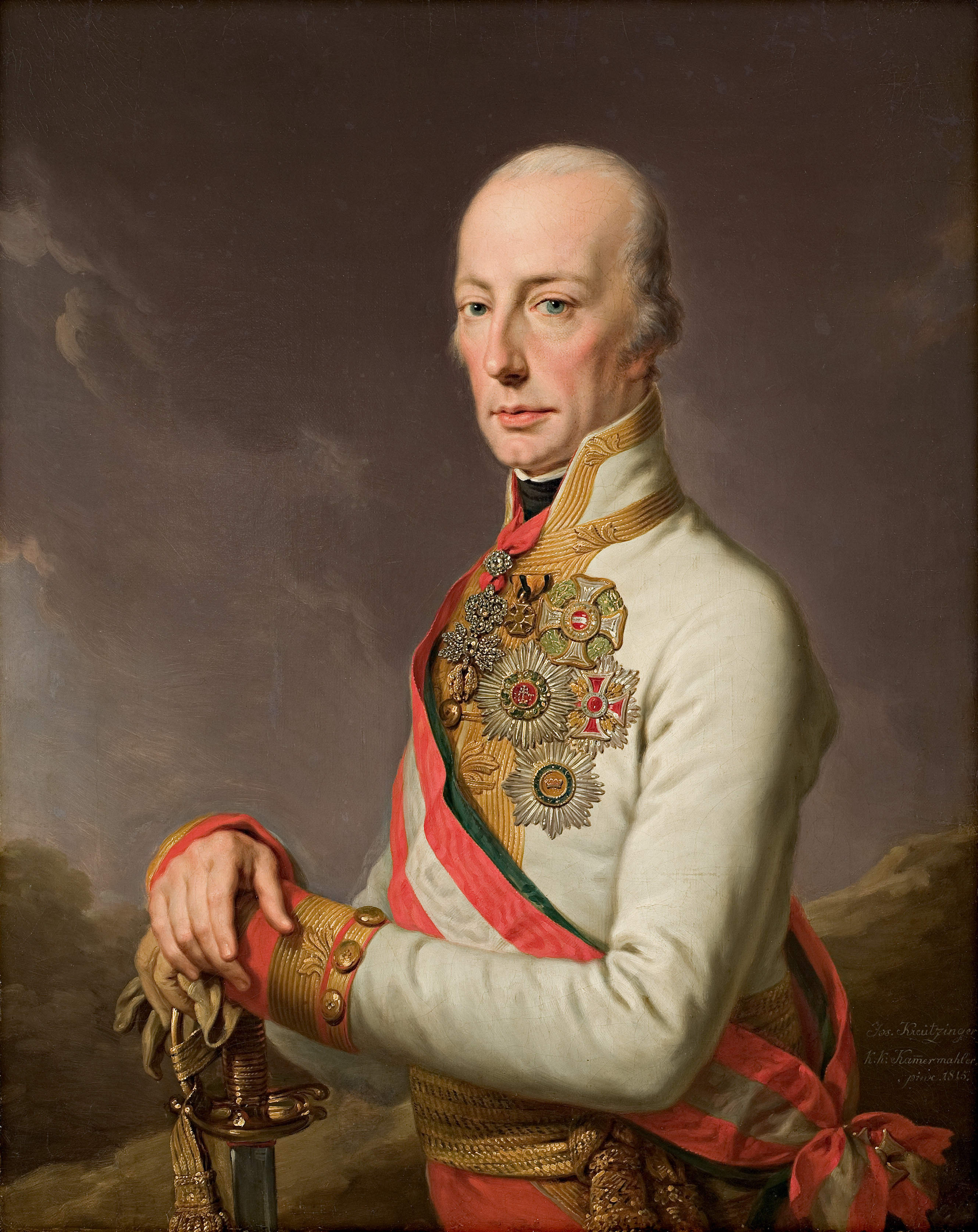
I. Ferenc, a névváltoztatás szabályainak első rögzítője

A 18. század utolsó negyedében a Habsburg Birodalomban még általában véve is változatos névadási gyakorlat létezett, azonban különösen jellemezte ez a fajta heterogenitás a zsidóságot. Körükben még mindig elterjedtek voltak az egyelemű nevek, azaz gyakran nem volt családi nevük. A kételemű nevek között is gyakori volt a családnév helyett az apai név alkalmazása, amelyek között az eredeti zsidó (bibliai vagy posztbibliai héber, jiddis) nevek domináltak. II. József, a felvilágosodás és az államszervezet korszerűsítésének híve, a zsidóság integrálására, egyenjogúsítására, az évszázados konfliktusok végleges megszüntetésére irányuló törekvéseinek egyik eszközeként 1788 januárjától rendeletben kötelezte őket a kételemű nevek viselésére. Ez volt az egyik oka annak, hogy a birodalom területén, ezen belül Magyarországon élő zsidók vezetékneve túlnyomórészt német lett. 
I. Ferenc folytatta II. József rendteremtését és 1814 és 1817 között több rendeletben szabályozta a családnevek viselését illetve megváltoztatását. Ekkor szabályozták többek között a görögkeleti szerbek névviselését is, mivel addig csak keresztnevet és apai nevet viseltek, vezetéknevet nem, így minden generációnak más neve volt. I. Ferenc rendeletében kötelezte a szerbeket arra, hogy az aktuális generáció apai neve a továbbiakban állandósuljon, és ez legyen a családi név. Persze a rendelet nem érvényesült azonnal és teljes mértékben, még a 19. század végén előfordult a szerbek körében az archaikus névviselés, vezetéknév helyett az apa keresztnevéből képzett apai név használata.
A magyarok körében az uralkodói rendelet elsősorban a közrendűek spontán névváltoztatásának megakadályozására irányult. A nemesek esetében ez nem volt veszély, mert nemesi rangjuk, vagyonuk a nevükkel állt szoros összefüggésben, ezért annak önkényes megváltoztatása nem fordult elő. A közrendűek körében azonban ez sokféle ok miatt gyakori volt. A 19. század elejétől ezen okok közé emelkedett a nemzeti érzések erősödése, emiatt sokan igyekeztek magyarosabb nevet választani maguknak, különösen, ha erre nevük kisebb megváltoztatásával lehetőség volt (például Hollober helyett Hollóbér, Hoffman helyett Hoffmányi). Ez is jelzi, hogy a társadalomban megjelent az igény a(z új) nemzeti identitás felvállalására, jelzésére a családnevekben is. I. Ferenc, elsősorban a közigazgatás érdekeinek védelmében, 1814-ben rendeletet hozott, miszerint csakis helyhatósági engedéllyel és kizárólag fontos okok miatt lehessen nevet változtatni. Az uralkodói törekvés a családnevek állandósítására magyar földön sem járt teljes sikerrel. Még a későbbiekben is előfordult, egészen a 20. század elejéig, hogy hivatalos engedély kérése nélkül, csak az anyakönyvvezető plébános közreműködésével magyarították a családok kisebb változtatások révén a neveiket. Fülöp László a Kapos völgyében jegyzett fel ebből a korból ilyen „kiigazításokat”, mint Mayer helyett Major, Hertzig helyet Herceg, Gasparovics helyet Gáspár, Radovics helyett Radó.

## Nemzetépítés és névmagyarosítás a reformkortól az első világháborúig

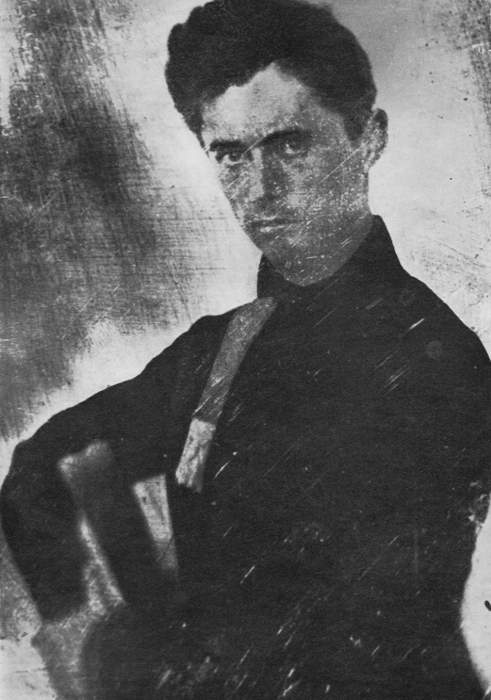
Petrovicsból magyarosított Petőfi Sándor is

A modern magyar nemzetállam megvalósítására irányuló politikai és kulturális mozgalom, a reformkor idején a névváltoztatási kérelmek indokai között egyre inkább a magyar nemzethez tartozás megjelenítése szerepelt. Az 1840-es évektől aztán ez a szempont uralkodóvá vált és ez így is maradt több mint egy évszázadon át, egészen az 1940-es évek végéig. A hivatalos kérelmek száma azonban nem volt túl magas, a névmagyarosítás soha nem tartott lépést az anyanyelvi magyarosodás ütemével. 1834 és 1880 között összesen mindössze 4767 ilyen kérelmet hagytak jóvá. Az évi átlag 101 volt, de a politikai helyzettől függően jelentős hullámzások voltak, például az 1848–49-es forradalom és szabadságharc idején 674 esetre került sor, majd a kiegyezés után újra jelentősen megélénkült ez a folyamat. A korszak névváltoztatói körében aránytalanul sok volt földrajzi alapú és a -fi, -ffy végű név, ami azt is jelezheti, hogy a névváltoztatók egy része a magyarság mellett az egyébként elérhetetlen nemességhez is igyekezett, legalább névben, közelíteni családját. A sok szótagú, Szent- előtagú és -vári, -földi végződésű és más hasonló túlzásokat mutató felvett nevek néha gúnyt váltottak ki, az uralkodó közvélemény azonban a névmagyarosítást általában rokonszenvvel fogadta, bár a kérdés ekkoriban még különösebb érdeklődést nem váltott ki.

### Az állami szabályozás 1814 és 1880 között
A névváltoztatás I. Ferenc általi „államosítása” révén az addig szabályozatlan, szabad aktus a helyhatóságok hatáskörébe került és a kérvényezőnek időt és pénzt kellett áldoznia arra, hogy kívánsága teljesüljön. 1834 és 1848 márciusa között a jóváhagyás a Magyar Udvari Kancellária jogkörébe tartozott. Ebben az időszakban a magyar nyelv társadalmi, állami szerepének erősödésével fokozatosan nőtt az elfogadott névmagyarosítási kérelmek száma, de így is csak évi néhány tucatot tett ki.
Az 1848–49-es forradalom és szabadságharc idején a névváltoztatási kérelmek addig nem látott hulláma indult meg a nemzeti érzések fellángolása és az eljárás egyszerűsödése miatt is. A névváltoztatást a megyék engedélyezték, a forradalmi kormány belügyminisztériuma azokat csak jóváhagyta. A rendelkezésre álló adatok szerint összesen 674 ilyen ügyben döntöttek kedvezően; ezek között sok olyan is lehetett, amit már korábban kezdeményeztek, de a bürokratikus akadályok miatt azok elakadtak. Emellett sok spontán, engedélykérés nélküli névváltoztatásra is sor került. A szabadságharc bukása után azonban a jóváhagyott névváltoztatásokat is hatálytalanították az osztrák hatóságok.

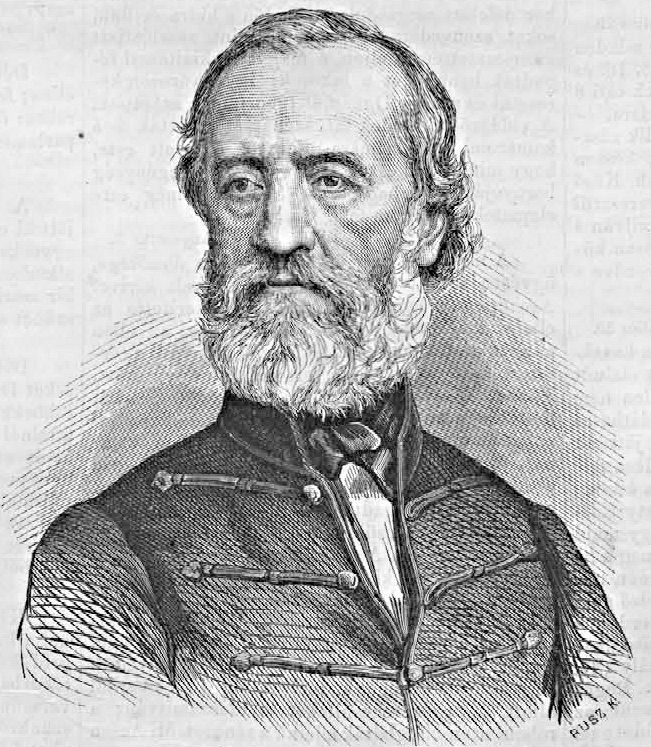
Perczel Mór

A forradalom leverése után, a Bach-korszakban csak a legritkább esetben engedélyeztek névváltoztatásokat. Sajátos eset történt 1850-ben, amikor a szélesebb Perczel család három császárpárti bonyhádi családfője magyarosította nevét Bonyhádyra, amivel rokonukkal, a forradalmi tábornok Perczel Mórral kívántak megtagadni minden kapcsolatot.
A kiegyezés után, 1868-ban, a nemzeti érzések újra szabadabban kimutathatóvá váltak, és a névmagyarosítás nagy lendületet kapott. Ebben az egy évben 383 kérelmet adtak be, amik közül egyet sem utasítottak el. Közöttük sok lehetett az olyan, amit 1848/49-ben már magyarosítottak, de ezt az aktust az önkényuralom hatályon kívül helyezte. Emellett az állami szabályozás továbbra sem érvényesült hézagmentesen; számos nem legalizált magyar családnév is használatban maradt.
A kiegyezést követő évtizedekben az állam szabályozó tevékenysége liberális volt, nem ösztönözték és nem is korlátozták a névmagyarosítást. A történelmi nevek felvételét sem korlátozták normatív módon, de létezett egyfajta társadalmi konvenció, ami bizonyos szerénységet és esztétikai minőséget megkövetelt és ezt a belügyminiszterek az engedély megadásánál valószínűleg figyelembe vették. A szabályok nem tettek különbséget a névmagyarosítás és más névváltoztatások között, elvileg lehetséges volt idegen hangzású név felvétele is, de ez a gyakorlatban alig fordult elő.
A liberális névmagyarosításnak ebben a korszakában a névváltoztatás nem volt politikai kérdés. A nemzetiségi származásúak asszimilációja a magyarságba, különösen Budapesten, sokkal gyorsabb volt, mint a névváltoztatások alakulása.

### A névváltoztatók társadalmi összetétele 1880 előtt
A lakosságban képviselt arányukhoz képest a zsidóság már 1848 előtt is jóval nagyobb mértékben magyarosított, majd részvételi arányuk folyamatosan tovább emelkedett. Ennek egyik oka lehet az, hogy II. József csak néhány generációval korábban erőltette rájuk a németes vezetékneveket.
Abszolút számban azonban a névváltoztatók között a keresztény németek álltak az első helyen, mégpedig a belső-magyarországiak, mivel az erdélyi szászok őrizték német gyökereiket. 1867/68-ban például a névmagyarosítók többsége, 52%-a keresztény német háttérrel rendelkezett.
A névváltoztatás alapvetően városi, túlnyomórészt fővárosi jelenség volt. A magyar nyelvhatáron túli területeken, azaz ahol az egyes nemzeti kisebbségek abszolút többségben voltak, csak a városokban fordult elő magyarosítás. A kiegyezés évében a magyarosítók között a zsidók 92%-a volt városi, 42%-a fővárosi, a szlávok (túlnyomórészt valószínűleg szlovákok, de ezt nem tartották nyilván) 88%-a városi, 63%-a fővárosi, a németek 69%-a városi, de csak 22%-a fővárosi. A névmagyarosítók nagy többsége olyan foglalkozást űzött, amiben jelentős volt a széles körű társadalmi kapcsolattartás.

### A liberális nemzetállam és a névmagyarosítás társadalmi üggyé válása (1881–1918)

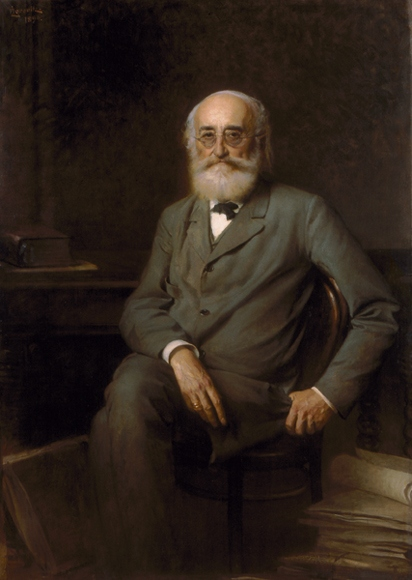
Tisza Kálmán miniszterelnök

1881 után a névmagyarosodás számai jelentős növekedésnek indultak. Megváltozott a folyamat társadalmi értékelése is: immár nem magánügynek tekintették, hanem pozitív folyamatnak, ami segíti a magyar állam nemzeti jellegének erősítését. E folyamat csúcspontját a Bánffy Dezső miniszterelnök vezette kormány tevékenysége, az úgynevezett „Bánffy-terror” jelentette 1895 és 1899 között.

#### Magyarosodás és névmagyarosítás
Ezek az évtizedek a magyarországi nemzetiségek gyors asszimilációjának, magyarrá válásának évtizedei voltak. Hanák Péter számításai szerint a magyar anyanyelvűvé válás 1840 előtti mintegy évi 13 000 fős átlaga az 1880 és 1910 közötti időszakra már évi átlag 33 000 főre emelkedett. Katus László más módszerű becslései is hasonló eredményre vezettek, szerinte 1850 és 1910 között a magyarság asszimilációs nyeresége 2 millió fő körül lehetett.
Az 1910. évi népszámlálás adatait elemezve kimutatható, hogy ekkor a zsidók 77%-a, a német származásúak 23%-a, a szlovák eredetűek 17%-a, a románok 5%-a, a szerbek és horvátok 19%-a, a rutén és egyéb származásúak 10,5%-a mondotta magát magyar anyanyelvűnek. Ez a folyamat azonban csak a magyar nyelvhatárokon belül volt erőteljes, a peremvidékek nemzetiségi lakossága jobban megőrizte anyanyelvét.
Az első világháború előestéjén az ország mintegy 10 milliós magyar anyanyelvű lakosságának csaknem harmadát tették ki a 18. század vége óta elmagyarosodott családok leszármazottai. Az ő esetükben az idegen családnév és a magyar anyanyelv között ellentét feszült, amit egy (viszonylag csekély) részük névmagyarosítással kívánt feloldani.

#### Millennium és a nemzeti érzések felerősödése

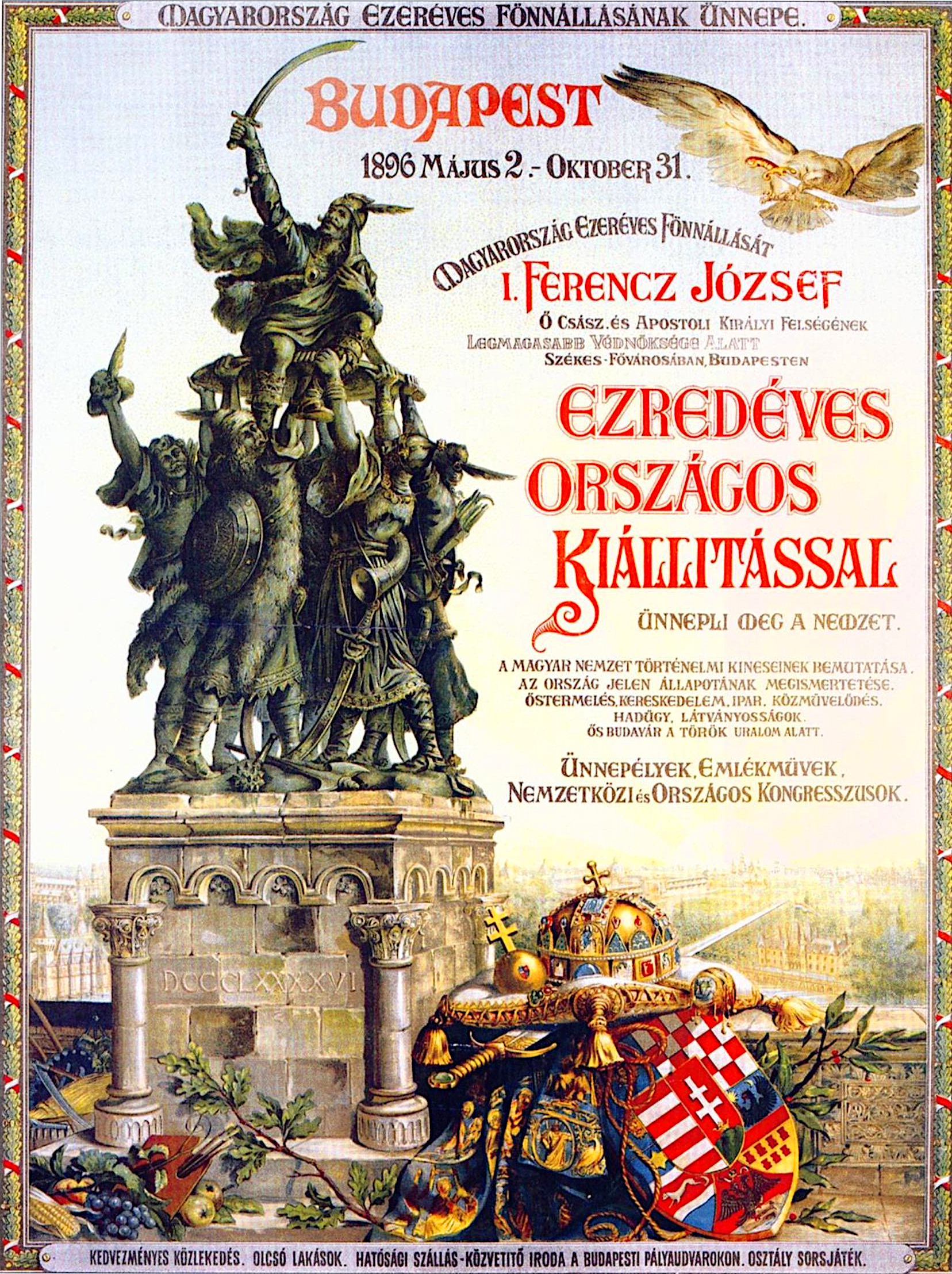
Az 1896-os millenniumi ünnepségek hivatalos plakátja

A honfoglalás ezeréves évfordulójának közeledtével erőre kapott Magyarországon a magyarság történelmi nagyságának, kultúrfölényének, hatalmi-területi terjeszkedése szükségességének képzete. A kormánypárt és az ellenzék egyetértett abban, hogy erőteljes „nemzetpolitikával” fel kell gyorsítani a nemzetiségek beolvasztását a magyarságba. A homogén nemzetállamot az ország nagyhatalmi szerepe előfeltételének tartották.
Az 1880-as években némileg erősödött Magyarországon az antiszemitizmus, de az egészen az ország 1918-as összeomlásáig kormányzati támogatás nélküli marginális jelenség volt. Mindenesetre hozzájárult ahhoz, hogy a zsidóság a feléje megnyilvánuló társadalmi elvárásokat is túlteljesítve a névmagyarosításban folyamatosan 50–60%-os arányban képviseltesse magát. Ennek a jelenségnek az egyik alakja volt a zsidó származású Telkes Simon, aki országos mozgalmat indított a névmagyarosítás érdekében, és megalakította a Központi Névmagyarosító Társaságot. Telkes azonban nem volt képes kibontakoztatni ezt a tevékenységét, talán éppen azért, mert a közvélemény előtt a névmagyarosítás ügye jelentős mértékben „zsidós dologgá” vált. Az ekkoriban megjelenő magyarországi politikai antiszemitizmus hívei pedig a zsidóság beolvadásában nem hittek, vagy abban éppenséggel veszélyt láttak, ezért nem asszimilálni, hanem disszimilálni, azaz távol tartani akarták a zsidóságot, ezért számukra a zsidók névmagyarosítása elfogadhatatlan volt.
A névmagyarosítás közüggyé válását jelzi, hogy a parlamentben is jelentős viták bontakoztak ki a témában. Thaly Kálmán például szorgalmazta a névváltoztatás teljes illetékmentességét. Mások ezt csak a magyarosítás esetében tartották volna elfogadhatónak. A magyar társadalomba egyébként mélyen integrálódott, de nemzetiségi különállásukat fenntartani kívánó erdélyi szászok képviselője, Zay Adolf pedig óvatosan szót emelt a túlzó magyarosítás, illetve a névváltoztatás és a névmagyarosítás közti különbségtétel ellen.
Újra és újra vitákat váltott ki a történelmi, illetve egyéb ismert nevek védelme is, nem csak a zsidók, hanem bármilyen névmagyarosítás esetében. A kor vezető liberális személyiségeit azonban nem zavarta az ilyen módon létrejövő névazonosság. Tisza Kálmán miniszterelnöksége idején négy család is akadálytalanul felvehette a kormányfő vezetéknevét, egy zsidó, és három német származású (utóbbiak foglalkozása kéményseprő, rajztanár, illetve gazda volt). Goldmann Manó budapesti lakos pedig levélben fordult Gyulai Pálhoz, a Főrendiház tagjához és megkérdezte, volna-e kifogása a Gyulai név felvétele ellen. Gyulai válaszában így írt: „Örvendek, hogy éppen az én családi nevemet választotta, meg vagyok győződve, hogy e névrokonság egy becsületes, derék emberrel ismertetett meg.”

#### A millenniumi névpolitika, az ún. Bánffy-terror

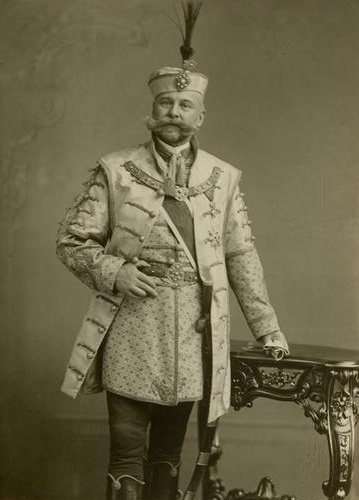
Bánffy Dezső miniszterelnök díszmagyarban

A millennium és a századforduló közeledtével a magyarországi politikai hatalom egyre erőteljesebben szorgalmazta a soknemzetiségű Magyarország nemzeti egységesülését, magyarosabbá tételét, szimbolikusan birtokba kívánta venni a Kárpát-medence tájait és népeit egyaránt.
Bánffy Dezső politikai tevékenységét már miniszterelnöksége előtt is a nemzetiségi törekvésekkel szembeni kemény, gyakran törvénytelen fellépés jellemezte, amiért is személyét a „dobokai basa” gúnynévvel illették kortársai. Gratz Gusztáv szerint az  erőszakos asszimilációra törekvő sovén magyar archetípusát látták benne. A miniszterelnöki poszt elfoglalása, 1895 után Bánffy számára kapóra jött Telkes Simon névmagyarosító mozgalma, amit a maga részéről is igyekezett felkarolni.
A földrajzi nevek magyarosítása egyszerűen, hatalmi szóval megtörtént; ekkoriban kapott újonnan kreált magyar nevet a települések és más földrajzi egységek sokasága, közöttük sok olyan, ami már az Árpád-korban is ismert volt régi nevén.
A kormányzat szándéka az volt, hogy először is a közszolgálatban állókat vegye rá (szükség esetén) nevük magyarosítására, valamint a helyi közigazgatás eszközei révén terjessze a névmagyarosítás eszméjét. Ennek érdekében 1896 szeptemberében szinte egy időben jelentek meg az egyes miniszterek körlevelei, amelyben felhívták a tárcájuk alá tartozó hivatalnokok figyelmét a névmagyarosítás ügyére.
Különösen súlyos megnyilvánulása volt a magyarosító politikának a honvédelmi miniszter rendelete, amely szerint a nem magyar ajkú sorkötelesek kereszt- (utó-) neveit kizárólag magyarra fordított formájukban (Ladislav helyett László, Hans helyett János, stb.) lehetett bejegyezni a különböző személyi okmányokba, ami a legszűkebb magánszférába jelentett beavatkozást.
Az erőltetett névmagyarosítás, különösen a tömbben élő nemzetiségiek körében, csekély eredményekre vezetett, viszont sértette nemzetiségi önérzetüket és növelte szembenállásukat a magyar állammal. A magyarosítók többsége ekkoriban is, akárcsak korábban vagy későbben, a magyar környezetben, elsősorban a városokban élő, már elmagyarosodott idegen nevűek köréből verbuválódott, de közülük is a nagy többség megtartotta régi nevét.

## A két világháború között

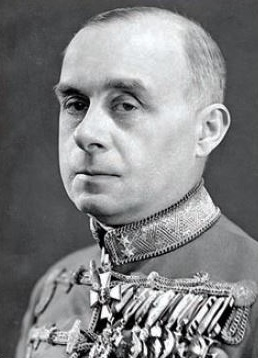
Sztójay Döme (Dimitrije Sztojakovics) 1944-ben. 1925-ben magyarosított

Trianon után Magyarország megszűnt soknemzetiségű ország lenni, 1920-ban a lakosság  89,6%-a – legalábbis önmeghatározása szerint – magyar anyanyelvű volt. 1941-re (ugyanazon a területen) ez az arány 93%-ra emelkedett. Az elcsatolt területekről a magyarok tömegesen (mintegy 350 000 fő) települtek át a maradék Magyarországra, és kisebb arányban itt élő nemzetiségiek is költöztek az új nemzetállamaikba.  Az 1938 és 1944 között visszacsatolt országrészek lakosságának 44,7%-a a idegen anyanyelvű volt, de utóbbiak országos aránya még így sem érte el a 25%-ot.
A névmagyarosítás 1894 és 1918 között családtagokkal együtt több mint 100 000 személyt érintett, de ez messze elmaradt az asszimiláltak, a ténylegesen magyar anyanyelvűvé váltak teljes száma mögött.
Kovács Alajos 1930 és 1933 között demográfiai vizsgálatokat végzett, és megállapította, hogy az „értelmiségi osztálynak” csak a kétharmada viselt magyar nevet, holott anyanyelvük 90%-ban magyar volt. A megyei hatóságok tisztviselőinek neve 63,7%-ban volt magyar, 18,3%-ban német, 14,4%-ban szláv és 3,6%-ban más idegen eredetű. A főváros népességének alig fele volt magyar nevű. Más vizsgálatok szerint 1927-ben a közszolgálati apparátus tagjainak 56%-a viselt magyar, 28,5%-a német nevet. 1930-ban a minisztériumok hivatalnokainak 58,5%-a volt magyar családnevű, 24,4%-a viselt német, 12,7%-a szláv nevet.
A náci rasszizmus előretörése idején a névmagyarosítás kérdései új kontextusba kerültek. Kovács Alajos vizsgálatai erre is kiterjedtek. Számításaiban az etnikai hátteret kutatta, a családnév jellegét nem vette figyelembe, mivel szerinte az értelmiség magyar nevű tagjai között már mintegy 25% volt a magyarosított. A táblázatban a „törzsökösök” képviselik a magyar etnikai hátterű személyeket; az adatok azt mutatják, hogy még ekkoriban, az „árjásítás” előrehaladott szakaszában is kisebbségben voltak ők mind az „árjákkal”, mind a zsidó származásúakkal szemben.
| „Népfajok”        | a hivatali értelmiségben | a szabadfoglalkozású értelmiségben | a gazdasági értelmiségben |
| ----------------- | ------------------------ | ---------------------------------- | ------------------------- |
| A „törzsökösök”   | 42,2                     | 34,9                               | 23,9                      |
| Az „árják”        | 56,1                     | 46,5                               | 31,9                      |
| ebből „németárja” | 33,0                     | 27,3                               | 18,7                      |
| „szlávárja”       | 17,6                     | 14,6                               | 10,0                      |
| „egyéb árja”      | 5,5                      | 4,6                                | 3,2                       |
| A zsidók          | 1,7                      | 18,6                               | 44,2                      |
| Összesen          | 100,0                    | 100,0                              | 100,0                     |

Kovács Alajos 1930-ban a magyar nevűek arányát csak mintegy 70%-ra becsülte a magyar anyanyelvűek körében, ezért nagyszabású, állami támogatású társadalmi mozgalmat szorgalmazott a névmagyarosítás felgyorsítása érdekében.

### A névmagyarosítási mozgalom szakaszai 1919 és 1944 között
1919. január és 1944. november között összesen mintegy 125 000 névváltoztatást engedélyezett a belügyi tárca. Az 1919-es évben a különböző rezsimek belügyminiszterei 999 névváltoztatást hagytak jóvá, családtagokkal együtt körülbelül 1750 személy volt érintett. (A Tanácsköztársaság alatt befogadott névváltoztatásokat – 1848/49-hez hasonlóan – már 1919 szeptemberében érvénytelenítették.) Nagy többségük névmagyarosítást kért, de volt kétszáz eset, amikor magyar családnevet változtattak másik magyar névre. 1920 és 1932 között családtagokkal együtt mintegy 21 000, évi átlagban 800 névváltoztatás történt, ebből 18 500 magyarosítás. A folyamat nagyon alacsony szintről indult, és csak 1930 közül érte el a világháború előtti évek szintjét.
1933-tól radikálisan megnőtt a magyarosítások száma, elsősorban és a kormányzati névpolitika változása és az ennek megfelelő propaganda felerősödése miatt. 1934 és 1937 között (családtagokkal) összesen 131 657 fő változtatott nevet a belügyminiszter engedélyével, 97%-ban magyarosított.
1919 után a zsidók részaránya a névmagyarosításban 50% alá csökkent, bár a trianoni határok között az allogén népességen belül 10%-ról 37%-ra növekedett a számarányuk. Ennek egyik oka az volt, hogy a zsidók névváltoztatását korlátozták. Az erősödő cionista befolyás ugyancsak a zsidók beolvadása ellen hatott. A baloldali mozgalmak viszont ellenkezőleg, a tömegekkel, a néppel való egyesülés jegyében szorgalmazták zsidó tagjaik névváltoztatását.
A névváltoztatók körében új jelenség volt a Vitézi rendbe felvételt nyerők belépése. Ebben a körben zsidó származásúak szóba sem kerülhettek, de a várományosoktól elvárták a „szép” magyar, lehetőleg nemesi hangzású név viselését, ami megnövelte a magyar névről magyarra változtatást kérők arányát. Ez például Budapesten 1929-ben már elérte a 19%-ot.
Ugyancsak fontos fejlemény volt a fegyveres erők és a közhivatalok tagjai arányának meredek emelkedése a névváltoztatók körében. 1930–33 között ez meghaladta a kétharmadot.

#### A keresztény nemzeti kurzus és a liberális névpolitika revíziója
Az első világháború és a forradalmak után Magyarországon uralomra jutott ellenforradalmi keresztény-nemzeti kurzus első éveiben a névmagyarosítás megítélése erősen negatív volt a közvéleményben, elutasítás, gúnyos ellenszenv és bizalmatlanság övezte. Ennek hátterében az antiszemita közhangulat erősödése állt, mivel az előző évtizedekben a névmagyarosítók több mint fele, csaknem kétharmada zsidó volt. A véleményformálók egyenlőségjelet tettek a névmagyarosítások és a zsidó asszimilációs törekvések között, mely utóbbit a „nemzetidegen elemek befurakodásaként” élték meg.
Ezt a szemléletváltást a hatóság szabályozás is visszaigazolta, a névváltoztatásért folyamodóknak politikai és nemzethűségi megbízhatóságukról is számot kellett adniuk, bizonyítaniuk kellett, hogy „nem érdemtelenek a magyar név viselésére”. Zsidók számára névváltoztatást csak kivételes esetben engedélyeztek. Horthy Miklós 1940-ben, Teleki Pálnak küldött levelében így írt erről: hivatkozza 

„Részemről mindig ellensége voltam és vagyok minden névmagyarosításnak. A zsidók névmagyarosítását régi időktől fenntartottam magamnak, és a legritkább esetben engedélyeztem, ha csak p. o. az illető bátran harcolt és nincs gyermeke. Den Vogel erkannt man an den Federn...”

A névmagyarosítási kampány egy ideig azért is háttérbe szorult, mert a kormánynak az elszakított országrészek magyar lakosságára tekintettel elemi érdeke volt azt mutatni, hogy mintaszerű kisebbségpolitikát folytat, ezért lemondtak a századforduló nyílt asszimilációs törekvéseiről. A katonatiszti és köztisztviselői kar, valamint a külföldön is ismert sportolók (például Berczelly Tibor), művészek, kutatók, diákok magyarosítását ugyanakkor mindenképpen elő kívánták mozdítani, legalább „művésznév” használatával vagy kettős névvel (Bajcsy-Zsilinszky, Keresztes-Fischer). Viszont ekkoriban fogadták el azt a jogszabályt, amely immár hivatalos védelemben részesítette a nemesi családok és az ismert közéleti szereplők neveit.
Horthy fentebb idézett véleménye ellenére az általa alapított Vitézi rend megkövetelte leendő tagjaitól, hogy szép magyar nevet viseljenek, így a szervezet a névmagyarosítás egyik ösztönzője lett. Ez a hatás természetszerűleg a hadsereg tisztikarában érvényesült elsődlegesen. A név szerint azonosított, a második világháborúban szolgált 445 magyar főtiszt 35%-a változtatott nevet, 32%-a magyarosított. 1941-ben a 28 hadseregtábornok közül 21-nek azonosítani lehetett a német származását.
1920 és 1932 között mintegy 750–800 befogadott kérelem (az összes 7–8%-a) irányult magyarról magyarra történő névváltoztatásra, a kor neobarokk szellemének megfelelően túlnyomórészt y-nal végződő név felvételére.
Az egyre befolyásosabb fasisztoid szélsőjobboldal, a Fajvédő Párt antiszemita alapítóinak a magyarosítással kapcsolatos álláspontjában kompenzációs elemek is jelentkezhettek, mivel ők mind (Eckhardt Tibor, Ulain Ferenc, Zsilinszky Endre) allogén eredetűek voltak, akárcsak Szálasi Ferenc, a későbbi nyilas rendszer „vezére”, vagy Pokorni József, az egyik legismertebb XII. kerületi nyilas gyilkos. Beregfy Károly, a nyilas kormány hadügyminisztere eredetileg Berger volt. Az 1944 októberében megalakult nyilas kabinet 17 tagjának többsége allogén eredetű volt, köztük 8 német.

#### A kormányzati névmagyarosító törekvések megújulása 1930 körül

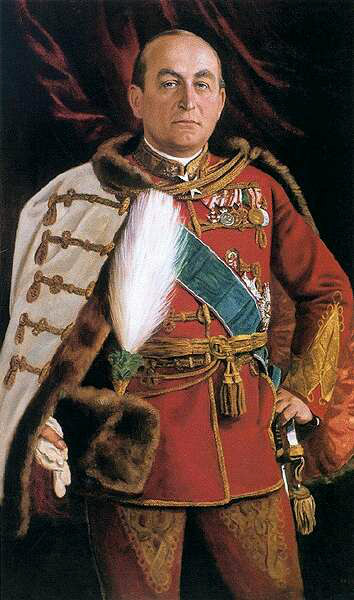
Gömbös Gyula

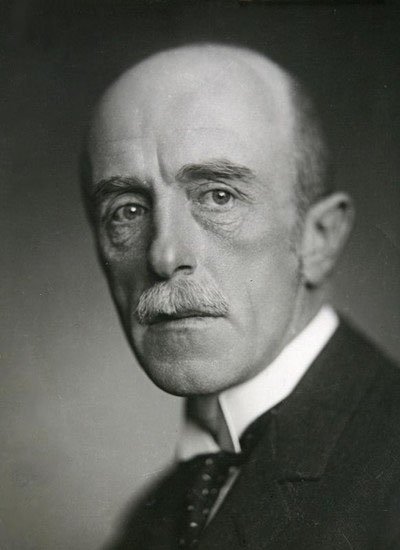
Keresztes-Fischer Ferenc belügyminiszter (1935)

Az 1920-as évek végétől egyre aktívabbá váltak azok a politikai tényezők, akik fontosnak tartották a névmagyarosítás ügyének előrevitelét. 1930-ban a téma három évtized után az Országház napirendjére is került. Meskó Zoltán, akkor még az Egységes Párt képviselője, a későbbi nyilas politikus kifogásolta, hogy a kormányzat szigorúan korlátozza a névmagyarosítást. Meskó Lengyel Zoltánnal együtt létrehozta az Országos Névmagyarosító Társaságot, ami azért volt „pikáns”, mert Lengyel zsidó származású volt, bár családja már régen katolizált. Mindketten azt tekintették fő céljuknak, hogy a névmagyarosítás ügye ne „zsidó ügy” legyen. Lengyel kijelentette, és szavait Meskó a parlamentben megismételte:

„Ebben az országban egyesek zsidókérdést akarnak csinálni a névmagyarosítás ügyéből. Ez ellen azonban éppen mint jó keresztény tiltakozom, annál is inkább, mivel a hárommillió idegen nevű magyarból mindössze 250 000 a zsidó.”

Ezek szerint Meskó ekkor még a zsidókat a magyarok közé sorolta, ellentétben későbbi önmagával is.
Az 1929-ben honvédelmi miniszterré kinevezett – egyébként sváb származású – Gömbös Gyula és az 1931-ben belügyminiszterré vált Keresztes-Fischer Ferenc (1929-ig Fischer) a kormányzaton belül a magyarosítási kampány támogatói lettek. A jutasi őrmesterképzőben 1931-ben már szervezett névmagyarosítási akciót bonyolítottak le a növendékek és a tisztek körében. Bethlen István majd Károlyi Gyula kormányainak bukásával véget ért a Bethlen-korszak és egyre radikálisabban jobboldali kormányok kerültek hatalomra. Keresztes-Fischer belügyminiszter 1933 júliusában rendeletben adott döntő lökést a névmagyarosításnak: olcsóvá, egyszerűvé, gyorssá tette az ügyintézést. Ugyanakkor rögzítette azokat a névtípusokat is, amiket nem lehetett felvenni, mint az idegen hangzású, magyartalanul képzett nevek, kettős családi nevek, híres történelmi személyiségek és nemesi családok nevei, régies írásmóddal írt nevek, valamint a túl gyakori nevek. Az y-nal végző nevek felvételének tiltása nagy ellenállást váltott ki.
Az új rendelet és a megfelelő propaganda erősödése, sőt sok esetben a helyhatósági és munkáltatói nyomás addig soha nem látott magyarosítási hullámot indított útjára. 1933. augusztus 1. és 1935. október 15. között 68 019 kérelmet nyújtottak be, szemben az addig évi néhány ezerrel. Ugyanakkor a zsidók névmagyarosítását megszigorították, majd 1938-ban teljesen megtiltották.

##### Fegyveres erők és testületek
A 20-as évek vége felé indult magyarosítási hullám 1933-ban érte el a csúcspontját a honvédség, rendőrség, csendőrség, pénzügyőrség, büntetésvégrehajtás köreiben, mintegy 2800 kérelemmel ebben az egy évben. Gömbös, mint honvédelmi miniszter, mellékszálként, a tábornoki kar ellenében is szorgalmazta a magyarosítást, mert nagy részük még monarchista szellemű katonákból állt, akik bár magyarnak vallották magukat, őrizték a k. u. k. hagyományokat németes nevükkel együtt. Gömbös 1935-ben 22 tábornokot nyugdíjaztatott, hogy helyüket saját híveivel töltse fel.
A magyarosítási hullám azonban a katonaság egészére kiterjedt. 1937-ben körlevél szólította fel Magyar Királyi Honvéd Ludovika Akadémia hallgatóit a magyarosításra. A sorozott állományt illetően egyes alakulatok parancsnokai gyakran egyszerűen utasították alárendeltjeiket a névváltoztatásra, sőt esetenként a kívánatos nevet is ők választották ki. A kormánytagok időnként elítélték az erőszakos módszerek alkalmazását, de alacsonyabb szinteken a túlbuzgóság jellemző maradt. A német nevek magyarosításának erőltetését a Német Birodalom budapesti nagykövete is szóvá tette, ami magyarázkodásra késztette a belügyminisztert, aki ekkor már Kozma Miklós volt.

## A második világháború után
Magyarországnak a náci uralom alóli felszabadulása után a névmagyarosítás új lendületet kapott, de egészen más indokok alapján, mint a háborút megelőzően. A nevük magyarosítását kérők száma egészen az első világháború előtti szintekre emelkedett, és 1956-ig – nagy évenkénti ingadozásokkal – ott is maradt. Jelentős változás volt a korábbiakhoz képest a kérelmek indokain kívül az is, hogy az államhatalom – mind a koalíciós korszakban, mind pedig a kommunisták hatalomátvétele után – nem vagy csak kivételes esetekben avatkozott be ennek a társadalmi mozgásnak a folyamataiba.
A kor legfontosabb új vonásai tárgyunk szempontjából elsősorban a németek és a zsidóság helyzetének változásai voltak. 1944 előtt a magyarországi németség a nem-magyar etnikumok, a magyarországi allogének között a legjobb helyzetben volt; a német származásúaknak még az a kivételes lehetőségük is megvolt, hogy a korábban felvett magyar névről visszanémetesítsék családnevüket. 1945-ben viszont ez a helyzet a visszájára fordult. A német háttér privilégiumból súlyos hátránnyá változott, különös tekintettel a kitelepítésre, és ezt sokan közülük névváltoztatással, magyarosítással is próbálták enyhíteni, illetve a kitelepítést elkerülni.
A zsidóság helyzetének változása ellentétes irányú volt. Az életben maradottak kollektív szenvedéseik nyomán egyfajta morális tőkére tettek szert. Akik közülük nem a kivándorlás felé fordultak, hanem jövőjüket a magyarországi asszimiláció folytatásában látták, azok közül sokan éltek a lehetőséggel, hogy megszűnt a számukra még 1938-ban bevezetett névváltoztatási tilalom. A német név viselése különösen nehéz teherré vált sokuk számára. Néhányan pedig, akik a magyarországi kommunista mozgalomban magasra emelkedtek, politikai okokból is elkerülhetetlennek tartották a magyar név felvételét.

### Az állami szabályozás változásai

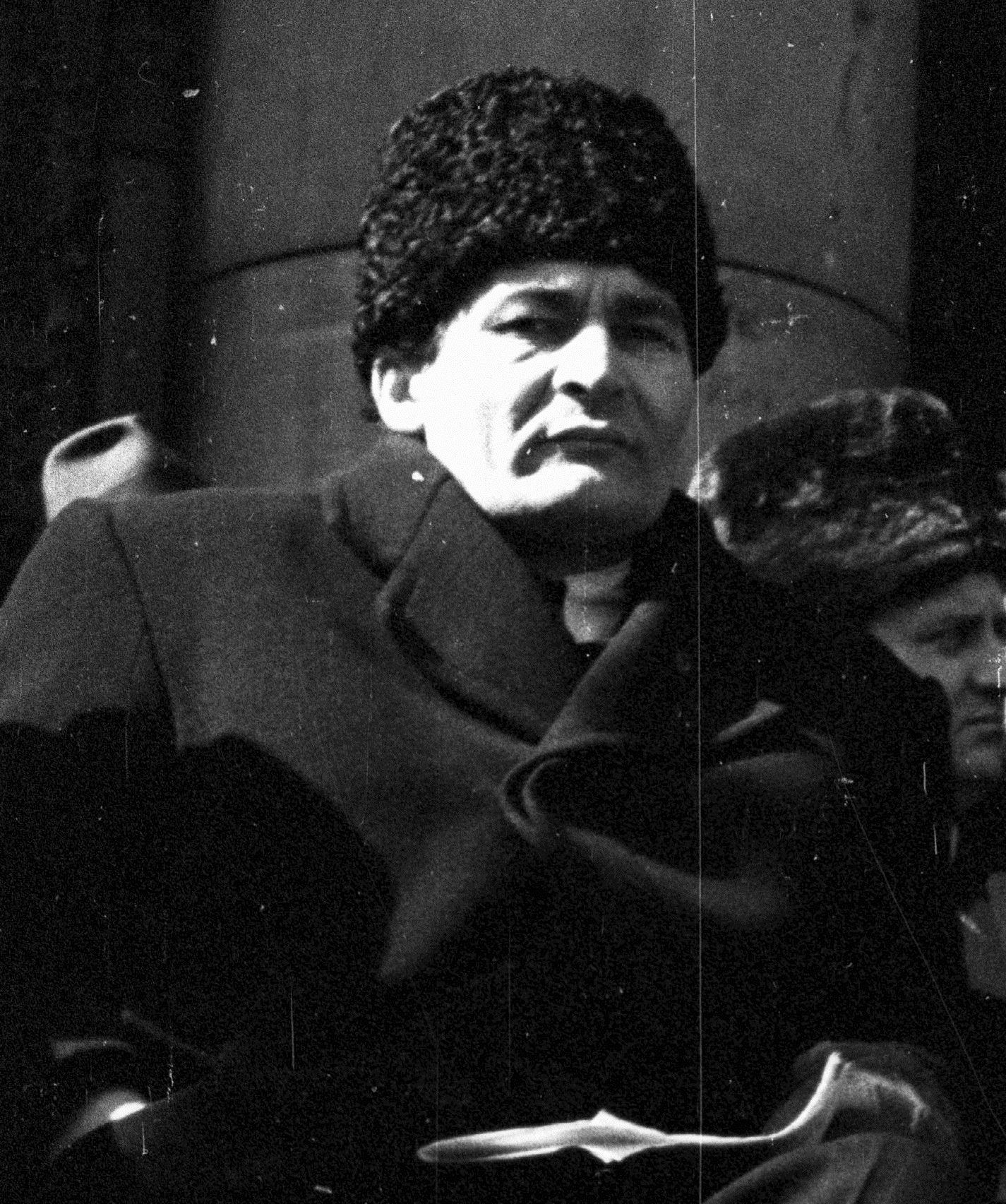
Erdei Ferenc 1947-ben

A debreceni Ideiglenes Nemzeti Kormány belügyminisztériuma már 1945 legelején tömegével kapta a névváltoztatási kérelmeket. Emiatt a kérdés már január 19-én a minisztertanács napirendjére került. Erdei Ferenc belügyminiszter ez alkalommal bejelentette, hogy hatályon kívül helyezte a zsidók névváltoztatási tilalmát, de egyebekben érvényben maradt Keresztes-Fischer Ferenc belügyminiszter 1933-as rendelete. Az új budapesti polgármester és más települések vezetői is számos névmagyarosítási kérelmet hagytak jóvá ezekben a hetekben, bár tulajdonképpen nem volt erre jogosítványuk. Ezeket a Belügyminisztérium utólag általában jóváhagyta. 1945 márciusa és júliusa között havi átlagban 3324 kérelem érkezett be a hatóságokhoz!
Az 1930-as évek kampányaitól eltérően a államigazgatás szervei általában nem fejtettek ki propagandát a magyarosítás mellett, bár kivételek akadtak. A MÁV és a Magyar Posta vezetői 1946-ban – talán a két intézmény fél évszázados hagyományai alapján – újra tettek kezdeményezéseket dolgozóik névmagyarosításának ösztönzésére. A Magyar Államrendőrség Politikai Rendészeti Osztályának (a későbbi Államvédelmi Hatóság, ÁVÓ) kommunista vezetői ugyancsak szorgalmazták kádereik magyarnevűségét.
A névváltoztatások indokai között – a túlnyomórészt szereplő magyarosítás mellett – megjelentek egyéb tényezők is, így a túl gyakori nevek (Kovács, Szabó, Tóth) helyett egyedibb név választása; esztétikai szempontok, azaz a gúnyolódásra alkalmas nevek megváltoztatása; vagy a névben kifejezésre jutó etnikai utalások (Oláh, Rác, de akár az Orsós, Kanalas is) megtagadása és mások. A döntő mennyiség azonban a „sváb” és zsidó származásúak németes nevének megváltoztatására irányuló kérelem volt. Mellettük a korábban szintén jelentős, különböző szláv kisebbségekből érkező kérelmek aránya elapadt, sőt előfordultak visszaszlávosítási kérelmek is.
A korábbi évszázados jogszokás szerint a nők a házasságban „elvesztették” leánykori nevüket, ezért annak megváltoztatását nem is kérhették. Ez a korlátozás 1945 után a női emancipáció jegyében megszűnt. Egyébként is, a háború előtt rendkívül alacsony volt a nők kérelmeinek aránya. A háború után azonban sok elmagányosodott zsidó és nem-zsidó nő családfenntartói szerepbe kényszerült, ezért egyre nagyobb arányban szerepeltek a névváltoztatási kérelmek benyújtói között.

### Új trendek az ötvenes évektől
Az 1940-es évek végétől megszűntek a drámai névváltoztatási hullámok. A névváltoztatás funkciói megváltoztak, erőteljesen csökkent a nemzeti asszimilációs törekvések szerepe. A névváltoztatás a megelőző száz évben több mint 90%-ban egyet jelentett a magyarosítással; ezután viszont előtérbe kerültek az egyéb szempontok, főleg a családi (egységesítés) és esztétikai jellegűek. A kérelmek elbírálási gyakorlata politikailag semlegesebb lett, a kommunista rezsim számára a névmagyarosítás – egyes exponált személyek kivételével – elvesztette ideológiai jelentőségét. A kérelmek túlnyomó többségét engedélyezték, csak olyanokat utasítottak el, amelyek nemesi származásra utaltak volna, történelmi nagyságok védett neveit kívánták elnyerni, vagy az új név nem valós családi viszonyokat jelzett volna. A családnév-változtatás egyre inkább magánüggyé vált, amit az állam, ha a kezdeményezés az alapvető szabályoknak megfelelt, inkább regisztrált, mint szorgalmazott vagy éppen fékezett. Az egyszerűbb eljárás miatt azonban a kérelmek száma magas szinten maradt, évi átlagban 1500–3000 körül mozgott a Kádár-korszakban, és a rendszerváltás utáni első években is. A névmagyarosítás azonban fokozatosan „kiment a divatból”, gyakran még erős nemzeti elkötelezettségű, a magyar őstörténettel szenvedélyesen foglalkozó közszereplők sem tartották szükségesnek magyarosítani az allogén származásra utaló nevüket.